# Acer pilosum
Espèce
Classification APG III (2009)
Acer pilosum est une espèce végétale de la famille des Aceraceae originaire de Chine. 

## Répartition
Cet arbre est originaire du centre-nord de la Chine. Il est présent aux altitudes comprises entre 1 000 et 2 000 m.

## Liste des variétés
Selon GBIF (18 février 2025) :
- Acer pilosum var. pilosum Maxim.
- Acer pilosum var. stenolobum (Rehder) W.P.Fang

## Systématique
L'espèce est décrite en 1880 par le botaniste russe Carl Maximowicz,.